# Sankt Johann am Walde
Sankt Johann am Walde osztrák község Felső-Ausztria Braunau am Inn-i járásában. 2019 januárjában 2046 lakosa volt. 

## Elhelyezkedése

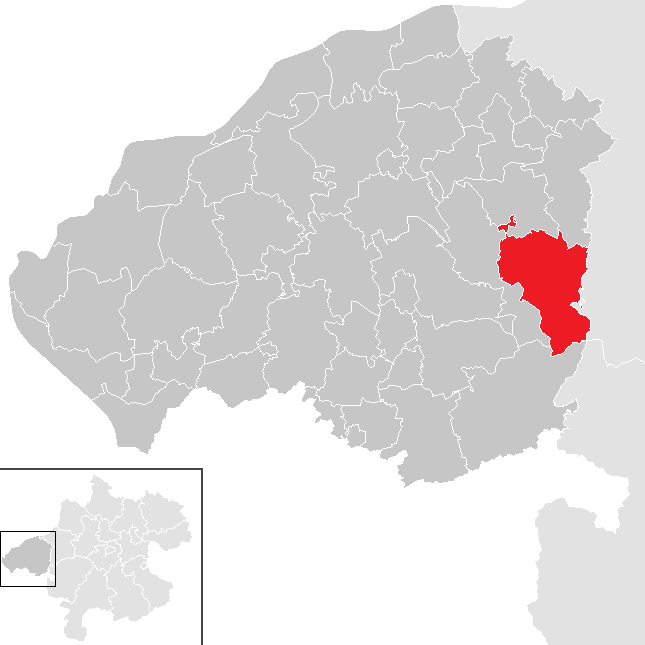
Sankt Johann am Walde a Braunau am Inn-i járásban

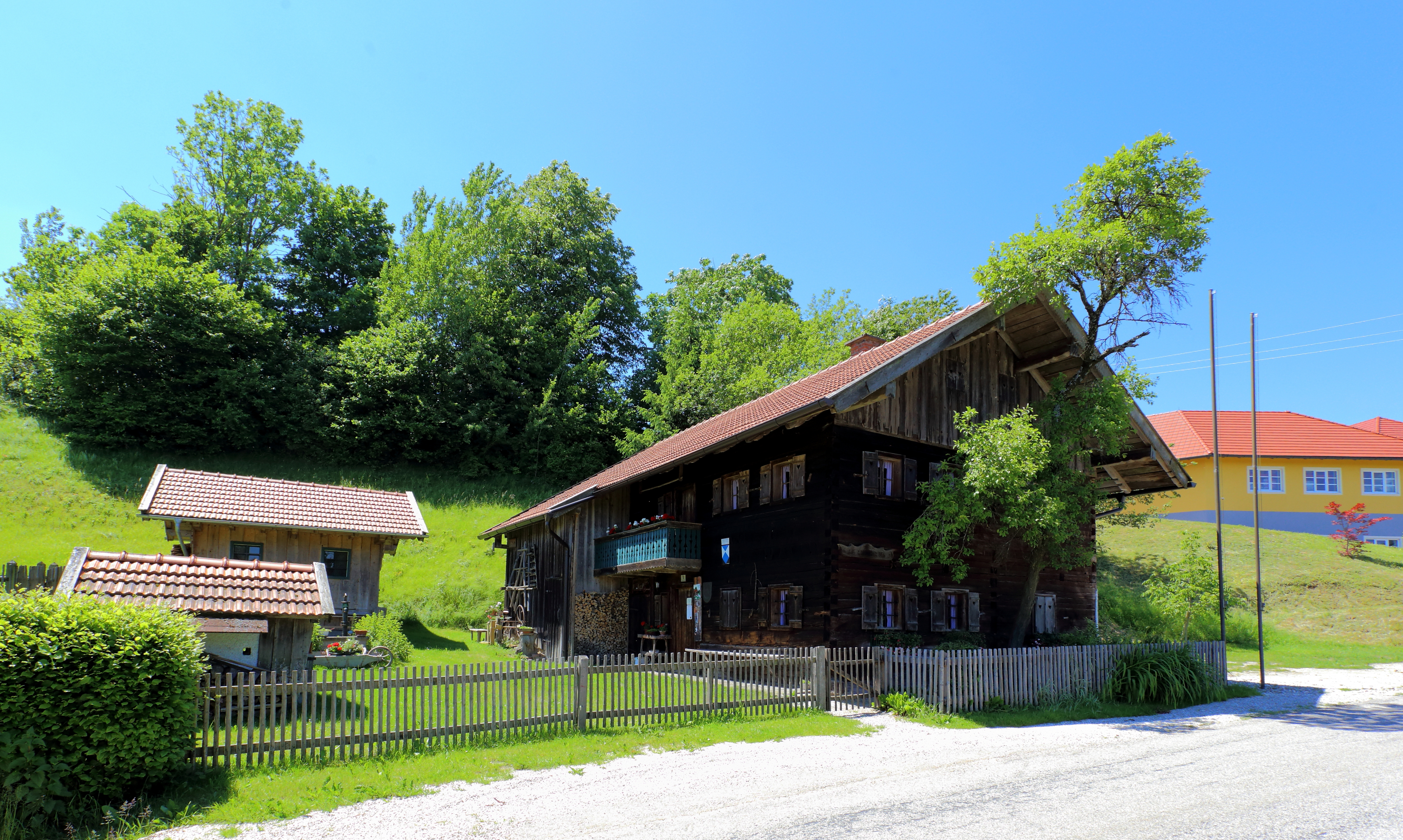
A helytörténeti múzeum

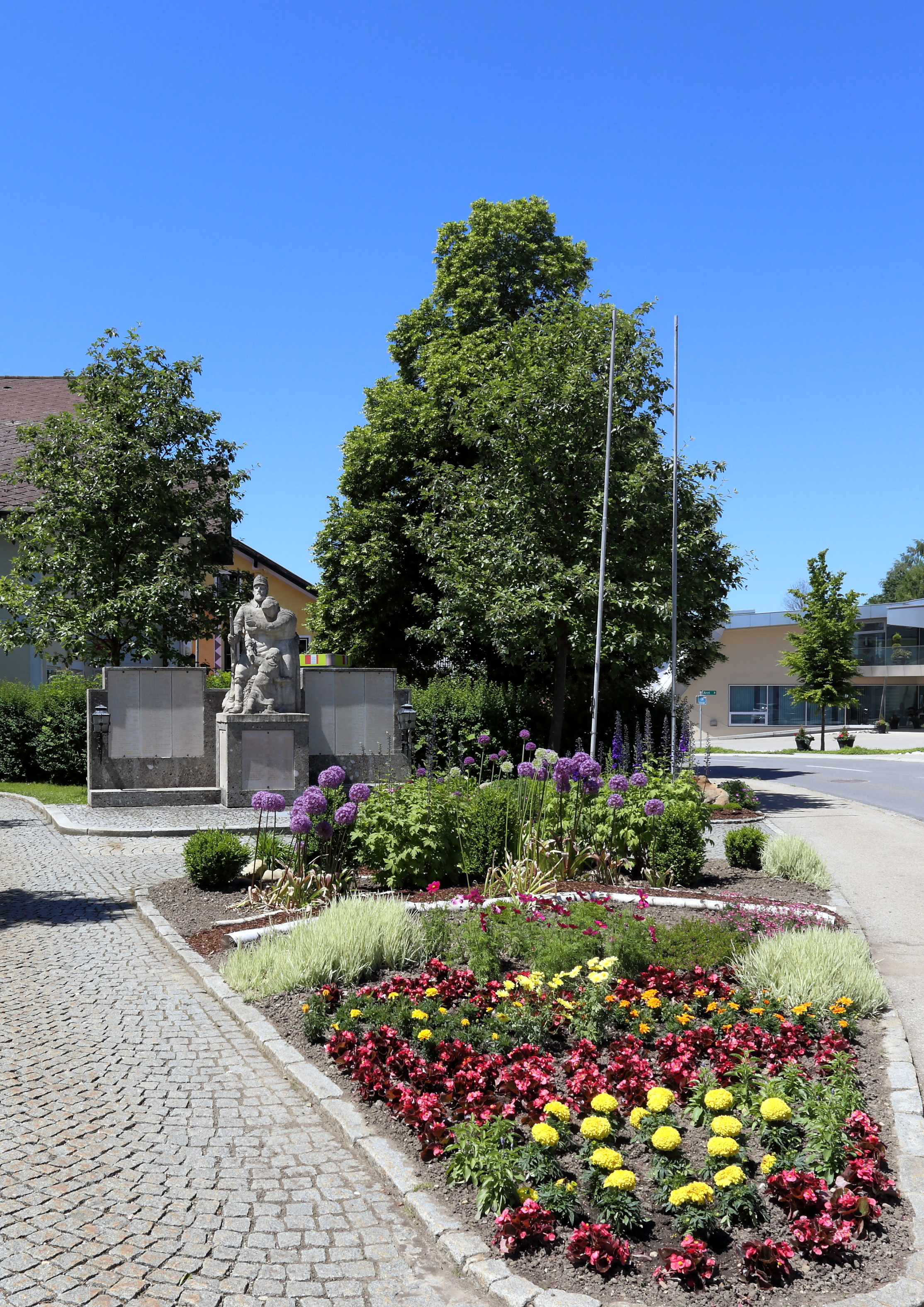
A világháborús emlékmű

Sankt Johann am Walde Felső-Ausztria Innviertel régiójában fekszik a Kobernaußerwald dombságán. Legfontosabb folyója a Moosbach. Területének 64,5%-a erdő, 31,5% áll mezőgazdasági művelés alatt. Az önkormányzat 23 településrészt és falut egyesít: Dobl (123 lakos 2018-ban), Frauschereck (208), Geierseck (70), Grubmühl (93), Höh (18), Klafterreith (167), Obereck (150), Peretseck (51), Raucheneck (39), Roith (39), Sankt Johann am Walde (257), Schauberg (116), Scherfeck (65), Schlagereck (201), Schnaidt (143), Schneibenschlag (53), Schöfeck (24), Schwandt (33), Stixeck (99), Straß (33), Warleiten (34), Windschnur (20) és Winkl (10).
A környező önkormányzatok: délre Lengau, nyugatra Maria Schmolln, északnyugatra Höhnhart, északra Aspach, északkeletre Mettmach, keletre Lohnsburg am Kobernaußerwald, délkeletre Pöndorf.

## Története
A falu a 13. századi templom körül alakult ki és lakói elsősorban fakitermeléssel foglalkoztak. St. Johann alapításától kezdve egészen 1779-ig Bajorországhoz tartozott, amikor azonban a bajor örökösödési háborút lezáró tescheni béke következtében a teljes Innviertel Ausztriához került át. A napóleoni háborúk során 1809-ben a régiót a franciákkal szövetséges Bajorország visszakapta, majd Napóleon bukása után ismét Ausztriáé lett.
A köztársaság 1918-as megalakulásakor St. Johannt Felső-Ausztria tartományhoz sorolták. Miután Ausztria 1938-ban csatlakozott a Német Birodalomhoz, az Oberdonaui gau része lett. A második világháború után a község visszakerült Felső-Ausztriához. 2017. augusztus 18-án egy tűzoltófesztivál során a viharos szél ledöntött egy sátrat; a balesetnek két halálos áldozata és több sérültje volt. 

## Lakosság
A Sankt Johann am Walde-i önkormányzat területén 2019 januárjában 2046 fő élt. A lakosságszám 1991 óta többé-kevésbé egy szinten maradt. 2016-ban a helybeliek 95,7%-a volt osztrák állampolgár; a külföldiek közül 1,8% a régi (2004 előtti), 2,1% az új EU-tagállamokból érkezett. 2001-ben a lakosok 96,2%-a római katolikusnak, 2,7% pedig felekezeten kívülinek vallotta magát. Ugyanekkor egy magyar élt a községben. 
A lakosság számának változása:

| 2016 | 2 046 |
| 2018 | 2 051 |

## Látnivalók
- a Keresztelő Szt. János-plébániatemplom
- a műemléki védettségű Beand-házban berendezett helytörténeti múzeum
- a Spießmoja lápi természetvédelmi terület

## Fordítás
- Ez a szócikk részben vagy egészben  a   Sankt Johann am Walde című német Wikipédia-szócikk ezen változatának fordításán alapul.  Az eredeti cikk szerkesztőit annak laptörténete sorolja fel. Ez a jelzés csupán a megfogalmazás eredetét és a szerzői jogokat jelzi, nem szolgál a cikkben szereplő információk forrásmegjelöléseként.